# Paolo Fossati
Paolo Fossati (Arezzo, 1938 – Torino, 26 ottobre 1998) è stato un critico d'arte italiano.

## Biografia
È stato studioso e critico d'arte, scrittore, dirigente della Giulio Einaudi Editore e docente universitario.
Nato ad Arezzo, si è trasferito a Torino, dove si è laureato in filologia romanza presso l'Università degli Studi di Torino.
Nel 1965 ha iniziato a lavorare come storico dell'arte presso l'Unità.

Agli inizi degli anni settanta passa alla Giulio Einaudi Editore dove si è occupato di letteratura, filosofia, psicoanalisi e storia.
Autore di numerosi saggi, insieme a Giulio Bollati ha curato il coordinamento editoriale della Storia dell'arte italiana e della serie di libri Einaudi Letteratura che hanno essi stessi avviato.
È stato docente universitario con la cattedra di Metodologia della critica d'arte all'Università di Bologna, insegnò all'Università Iuav di Venezia, al DAMS di Torino, oltre a tenere seminari alla Scuola normale superiore di Pisa.
Dal matrimonio con Eva Menzio del 1965, figlia del pittore Francesco Menzio e dalla quale si è separato nel 1967, sono nati i figli Filippo e Caterina. È morto a Torino il 26 ottobre 1998. Una selezione dei suoi scritti è stata pubblicata nel 2009 da Bruno Mondadori in "Paolo Fossati. La passione del critico. Scritti scelti sulle arti e la cultura del Novecento".